# Дзюцю Анджоу
Дзюцю Анджоу (на китайски: 沮渠安周; на пинин: Jǔqú Anzhōu) е владетел на Гаочан, управлявал от 444 до 460 година.

## Биография
Той е син на хунския цар на Северна Лян Дзюцю Мънсюн и по-малък брат на неговия наследник Дзюцю Мудзиен. Най-ранното севедение за него е от 431 година, когато посещава Пинчън, столицата на Северна Уей. В края на 30-те години е управител на Лъду в днешен североизточен Цинхай. След унищожаването на Северна Лян от Северна Уей и смъртта на Дзюцю Мудзиен през 439 година Дзюцю Анджоу изоставя Лъду и бяга в Туюхун, а през 441 година се присъединява към брат си Дзюцю Ухуей, който контролира Дунхуан.
Опасявайки се от продължаващото настъпление на Северна Уей, през 442 година Дзюцю Ухуей се насочва на запад и завзема царството Шаншан в югоизточната част на Таримския басейн. През есента на същата година той превзема Гаочан и премества там своята столица. Той умира през 444 година и е наследен от Дзюцю Анджоу.
Сведенията за управлението на Дзюцю Анджоу в Гаочан са оскъдни. Той изглежда поддържа мирни отношения с Жоужан до 460 година, когато жоужанците завземат Гаочан и го убиват.